# Anthaxia eupoeta
Anthaxia eupoeta es una especie de escarabajo del género Anthaxia, familia Buprestidae. Fue descrita científicamente por Obenberger en 1928.